# Campanula cashmeriana
Campanula cashmeriana là loài thực vật có hoa trong họ Hoa chuông. Loài này được Royle mô tả khoa học đầu tiên năm 1835.